# Quartet de corda núm. 6 (Weinberg)
El Quartet de corda núm. 6 en mi menor, op. 35, va ser compost per Mieczysław Weinberg entre el juliol i l'agost del 1946. El va dedicar a l'amic i compositor Gueorgui Svirídov. No es va estrenar fins al 24 de gener de 2007 a la Universitat de Manchester pel Quartet Danel.

## Moviments
Consta de sis moviments:
- I.Allegro semplice
- II.Presto agitato
- III.Allegro con fuoco
- IV.Adagio
- V.Moderato commodo
- VI.Andante maestoso

## Origen i context
Weinberg va compondre el Sisè Quartet de corda entre el 20 de juliol i el 24 d'agost de 1946, establint un nou estàndard en aquest gènere que perduraria durant molts anys. En més de mitja hora i sis moviments, va sintetitzar tota la seva experiència prèvia i va mostrar el seu mestratge en la forma de quartet. Aquesta obra està dedicada al seu amic Gueorgui Svirídov, un antic alumne de Xostakóvitx que va compondre en un estil neoromàntic. Tot i que el diari pòstum de Svirídov revelava les seves inclinacions antisemites, això no va afectar la seva relació amb Weinberg, encara que sí que va influir negativament en la seva amistat amb Xostakóvitx durant els anys seixanta.
Amb una durada superior a mitja hora, el Sisè Quartet és una obra de gran envergadura. Ràpidament va ser considerat una obra mestra, amb Miaskovski intervenint per garantir la seva publicació. Amics des del 1940, Miaskovski i Weinberg compartien les seves composicions per millorar-les, com també feien Weinberg i Xostakóvitx. La Unió de Compositors de l'URSS exercia un paper crucial, atorgant els drets d'interpretació i publicació a cada compositor. Curiosament, una obra podia ser publicada però no interpretada. I això és el que va passar el 1948 amb aquest Sisè Quartet, va ser prohibit juntament amb altres obres de Weinberg per la famosa Prikaz núm. 17. Encara que aquesta ordre es va revocar un any després, els seus efectes van perdurar durant anys, i el quartet no es va interpretar de nou en vida de Weinberg, malgrat que es va publicar el 1979. A causa d'aquesta situació adversa, Weinberg trigaria onze anys a reprendre el seu cicle de quartets.
Aquesta obra presentava un nivell de pessimisme, inquietud i complexitat molt superior a la sensibilitat habitual d'Andrei Jdànov i els seus censors, que estaven acostumats a una estètica exigida més superficial i convencional del realisme socialista de la postguerra. Alhora, aquesta composició és una obra mestra amb una profunditat gairebé simfònica, marcada per una estructura audaç i inquietant que consta de sis moviments: tres de ràpids, una fuga que és més estàtica que lenta, i dos moviments de ritmes moderats.

## Representacions
L'estrena mundial no es produiria fins molts anys després, amb la primera interpretació del Quatuor Danel a Manchester, el gener de 2007. Aquest és el motiu principal perquè aquesta composició no hagi accedit encara a un lloc d'honor entre les obres de repertori.

## Anàlisi musical
El Quartet núm. 6 de Weinberg marca un pas més en l'ampliació estructural de les seves obres, arribant aquesta vegada als sis moviments. Amb una ambició simfònica clara i una intensitat inventiva molt concentrada, ha estat considerat per David Fanning, el seu biògraf, com potser el més reeixit de tots els disset quartets que va escriure.
El Sisè Quartet comença amb un moviment àgil i clarament estructurat en forma sonata. Tant en aquest com en el Cinquè, Weinberg ja anticipava una claredat i lleugeresa de textures que després serien distintives dels quartets més madurs de Xostakóvitx, especialment en el seu Cinquè de 1952.
El primer tema es desplega ràpidament mitjançant llargues frases de notes mínimes brodades amb semicorxeres, que creixen en intensitat a mesura que avança la secció de desenvolupament. Aquest motiu inicial, de caràcter aparentment melancòlic, es transforma progressivament en un discurs molt més vehement. Ja en aquest moviment s’estableix una preferència per estructures modals àmplies en comptes de les típiques escales major i menor, fet que marcarà tota l’organització melòdica i harmònica del quartet. Un dels elements més singulars és la presència recurrent del mode locrià, un mode poc habitual que correspon a la seqüència natural de tecles blanques entre si i si al piano, i que dota l’obra d’una sonoritat única i ambigua.